# Gregor Rabinowitsch
Gregor Rabinowitsch (* 2. April 1887 in Kiew; † 12. November 1953 in München) war ein international tätiger Filmproduzent russischer Herkunft.

## Leben
Gregor Rabinowitsch emigrierte in den 1920er Jahren aus Russland nach Berlin. In der im Oktober 1923 von russischen Emigranten gegründeten Caesar-Film-Aktiengesellschaft wurde er Mitglied des Vorstands. In Frankreich trat er zum ersten Mal 1924 mit dem Film Âme d’artiste, einer von Germaine Dulac inszenierten Produktion der Pariser Firma Ciné France, als Filmproduzent in Erscheinung. Drei weitere Filme folgten. Aus den Überresten der aufgelösten Ciné France gründete er 1926 gemeinsam mit Noë Bloch die Ciné-Alliance, deren erste Produktion Alexander Wolkows berühmter Stummfilm Casanova war. Die Firma produzierte nur drei Filme und stellte ihre Arbeit 1928 wieder ein.
Rabinowitsch ging nach Berlin und produzierte dort für die Ufa eine Reihe erfolgreicher Filme, darunter Looping the Loop (Arthur Robison, mit Werner Krauß und Jenny Jugo, 1928), Die wunderbare Lüge der Nina Petrowna (Hanns Schwarz, mit Brigitte Helm, 1929), Manolescu – der König der Hochstapler (Viktor Tourjansky, mit Iwan Mosjukin, Heinrich George und Brigitte Helm, 1929), Der weiße Teufel (Alexander Wolkow, mit Mosjukin und Lil Dagover), Dolly macht Karriere (Anatole Litvak, mit Dolly Haas, 1930), Nie wieder Liebe (Anatole Litvak, mit Lilian Harvey, 1930) und Im Geheimdienst (Gustav Ucicky, 1931).
Bereits vor ihrem Regierungsantritt 1933 war der Filmproduzent Gregor Rabinowitsch der NSDAP ein besonderer Dorn im Auge, da er nicht nur jüdischer Herkunft, sondern auch Russe war. In den Kampagnen, die die nationalsozialistische Presse gegen die „Überfremdung“ der UFA anstrengte, wurde sein Name – neben dem von Erich Pommer – bevorzugt genannt. Da die UFA-Leitung den Nationalsozialisten zu Willen war, wurde Rabinowitschs Arbeit immer schwieriger. Gemeinsam mit Arnold Pressburger, mit dem er bereits seit 1928 ständig zusammengearbeitet hatte, verließ er die UFA, um am 17. Dezember 1931 eine eigene Produktionsgesellschaft zu gründen: die Union Tonfilm GmbH, die im März 1932 in Cine-Allianz Tonfilm GmbH umbenannt wurde und mit Mehrsprachenversionen von Spielfilmen, in denen prominente Darsteller wie Jan Kiepura und Marta Eggerth auftraten, rasch den jungen europäischen Tonfilmmarkt eroberte.
Auf Druck der Reichsfilmkammer wurde die Cine-Allianz Tonfilm GmbH 1935 in eine Liquidationsgesellschaft überführt. Am 24. Juli 1937 folgte die Enteignung. Rabinowitsch verließ Deutschland und arbeitete hauptsächlich in Paris, wo bereits 1934 seine alte Firma Ciné-Alliance ihre Arbeit wieder aufgenommen hatte. 1938/39 entstanden die zwei besten Filme dieser Filmgesellschaft: Le quai des brumes (Regie: Marcel Carné, mit Jean Gabin, Michel Simon und Michèle Morgan) und Sans lendemain (Max Ophüls, mit Edwige Feuillère und Georges Rigaud). Obwohl Rabinowitsch 1937 für die MGM Robert Z. Leonards Liebesfilm Maytime produzieren konnte, verliefen seine Bemühungen um eine dauerhafte Partnerschaft mit amerikanischen Produktionsgesellschaften, vor allem mit der United Artists, erfolglos.
Ein Rechtsstreit, den Gregor Rabinowitsch 1950 in der Bundesrepublik Deutschland um die durch die Enteignung verlorene Cine-Allianz Tonfilm GmbH anstrengte, führte zur Rückübertragung der Eigentums- und Verwertungsrechte. Als finanzielle Entschädigung erhielt er 500.000 Reichsmark aus dem Vermögen von Felix Pfitzner, dem Geschäftsführer der 'arisierten' Cine-Allianz. Zwei Jahre später gründete er in München eine Produktionsfirma mit demselben Namen, die vor Rabinowitschs Tod freilich nur einen einzigen Film produzieren konnte (Die geschiedene Frau, Regie: Georg Jacoby, mit Marika Rökk und Johannes Heesters, 1953). 1979 wurde die Klage der Erben (Helene Rabinowitsch, Fred Pressburger und Nelly Mandel) auf eine höhere Entschädigung abgewiesen, weil beide Inhaber der Cine-Allianz dem Vergleich vom 23. November 1950 zugestimmt hatten und er somit rechtskräftig war.

## Filmografie (Auswahl)
- 1924: Âme d’artiste
- 1925: Der galante Prinz
- 1926: Der Kurier des Zaren (Michel Strogoff)
- 1927: Casanova
- 1928: Geheimnisse des Orients
- 1928: Looping the Loop
- 1929: Manolescu
- 1930: Der weiße Teufel
- 1930: Dolly macht Karriere
- 1930: Die singende Stadt
- 1931: Im Geheimdienst
- 1932: Die Gräfin von Monte Christo
- 1933: Ein Lied für Dich
- 1933: Leise flehen meine Lieder
- 1933: Spione am Werk
- 1934: So endete eine Liebe
- 1934: The Unfinished Symphony
- 1938: Hafen im Nebel (Le quai des brumes)
- 1939: Ohne ein Morgen (Sans lendemain)
- 1943: Three Russian Girls
- 1953: Die geschiedene Frau
- 1953: Aida